# Anjuša Belehar
Anja Urška Belehar, slovenska prevajalka in pesnica, * 1986, Celje.

## Delo
Anjuša Belehar je odraščala v Celju. Na Filozofski fakulteti Univerze iz Ljubljane je leta 2016 diplomirala iz češčine in ruščine. Živi in dela v Pragi.
Prevaja predvsem sodobno češko literaturo. Med drugim je prevedla romane Michala Ajvaza, Kateřine Tučkove, Jiříja Hájíčka, Biance Bellove, Petre Soukupove, Michala Viewegha in Pavle Horákove ter revijalno izbore pesniških del Petra Borkovca, Ewalda Murrerja, Pavla Zajíčka, Zbyňka Hejde idr. Skupaj z D. Bajtom in S. Špelec je soprevedla  zbirko kratkih zgodb Viktorja Jerofejeva iz ruščine.
Ukvarja se tudi z literarnimi prevodi iz slovenščine v češčino (Vitomil Zupan).
Za svoje delo prejela študentsko nagrado Katedre za zahodnoslovansko filologijo in bila nominirana za Lirikonov zlat za najboljši prevod iz poezije (2008).